# Джамала
 Тази статия е за украинската певица.  За българския обичай вижте джамал (празник).  
Сусана Джамаладинова (на украински: Сусана Джамаладинова), по-известна като Джамала, е украинска певица. Песните ѝ съчетават джаз, соул, арендби и електро с елементи на класика и госпъл.
Повратна точка в кариерата ѝ е изпълнението ѝ на международния конкурс „Ню Уейв 2009“ в латвийския град Юрмала. Тя печели голямата награда, впечатлявайки журито с певческа дарба. През 2016 година представя Украйна на „Евровизия“ с песента „1944“ и печели 61-вото му издание.

## Биография
Джамала е родена на 27 август 1983 година в Ош, Киргизка ССР. Баща ѝ е кримски татарин, майка ѝ е арменка. Джамала и баща ѝ са мюсюлмани, майка ѝ е християнка. Причината Джамала да е родена в Киргизстан е свързана с това, че предците ѝ са насилствено депортирани по времето на Сталин, но при обявяването на независимостта на Украйна семейството се завръща в Крим.
Още като малка Джамала открива влечението си към музиката; първия си професионален запис прави на 9-годишна възраст с изпълнението на 12 детски и народни кримскотатарски песни. Джамала завършва музикално училище и постъпва в Симферополския музикален колеж, след което се дипломира в Националната музикална академия в Киев със специалност оперно пеене. Интересът ѝ към джаза и експериментите със соул и ориенталска музика променят плановете за бъдещата ѝ кариера. По време на обучението си в Киев, Джамала участва дейно в събития на киевската културна организация на кримските татари.
Първите си стъпки пред широката публика Джамала прави на 15 години. През следващите няколко години участва в десетки певчески конкурси в Украйна, Русия и Европа; сред престижните награди, които печели, е тази от италианския международен конкурс 1 Concorso Europeo Amici della musica. От 2001 година е соло вокал на квинтета „Beauty Band“. На детския джаз фестивал Dо#Dj през 2006 година Джамала печели специална награда и вниманието на известната хореографка Елена Коляденко, която я кани да изпълнява главната роля в неин многожанров музикален и балетен спектакъл.
Ключов момент в кариерата на Джамала е изпълнението ѝ на международното състезание на млади поп-изпълнители „New Wave – 2009“, където тя печели голямата награда. Триумфът ѝ носи разнообразни участия на сцена – от Москва до Берлин, както и в големи телевизионни шоута в Украйна като церемонията „TV Triumph2009“, концерт-трибют на Майкъл Джексън и „Коледно празненство с Алла Пугачова“. Списание Cosmopolitan я нарича „откритие на годината“, печели и наградата на Elle за изпълнител на годината. Въпреки натоварената си програма Джамала отделя време и за класическа музика, като през лятото на 2009 година изпълнява главната роля в операта „Испански час“ от Морис Равел, а през февруари 2010 година участва в оперна продукция на Василий Барчатов.
В началото на 2011 година Джамала представя Украйна на песенния конкурс „Евровизия“ с песента „Усмивка“ и певицата попада във финалите на конкурса. Заради противоречие при броенето на гласовете Джамала решава да се оттегли от състезанието.
След анексирането от Русия на Крим семейството на Джамала остава в Крим. На изданието на Евровизия през 2016 година Джамала представя Украйна с песента, озаглавена „1944“. Песента е посветена на депортацията на кримските татари през 1944 година и по-специално за историята на прабаба ѝ, която по време на депортацията към Централна Азия губи една от дъщерите си.

## Музикални изяви

### Участия в концерти
- Новата вълна 2013 – изп. „У осени твои глаза“
- YUNA 2014 – изп. „Чому квіти мають очі“
- Новата вълна 2014 – изп. „Beautiful“

### Участия в телевизионни и празнични музикални програми
- „Коледни срещи на Алла Пугачова в Киев“ – изп. „Песня о Джамале“
- „X-Factor (Украйна)“ – изп. „Заплуталась“ (дует), „Иные“